# Ірма Грезе
Ірма Іда Ільза Ґрезе (нім. Irma Ida Ilse Grese; 7 жовтня 1923, Пазенвальк — 13 грудня 1945, Гамельн) — наглядачка нацистських концентраційних таборів Равенсбрюк, Аушвіц і Берген-Бельзен.

## Біографія
Батько — селянин Альфред Ґрезе, член НСДАП з 1937 року. У родині Ґрезе, крім Ірми, було ще четверо дітей (дві дівчинки і два хлопчики).
У 1936 році мати Ірми, Берта Ґрезе, наклала на себе руки. Ірма Ґрезе не отримала належної освіти: у віці 15 років вона залишила школу. У той же час Ірма виявила себе в Союзі німецьких дівчат, жіночому русі в складі гітлер'югенду.
Протягом трьох років Ґрезе змінила кілька спеціальностей. Деякий час вона працювала асистенткою медсестри в санаторії СС (Гоенліхен), проте її кар'єра медпрацівника не склалася. У 1942 році Ірма вступила в допоміжні підрозділи СС, незважаючи на невдоволення батька.
Ірма Ґрезе стала працювати в спеціалізованому жіночому концтаборі Равенсбрюк в 1942 році. У березні 1943 року вона була переведена в Аушвіц ІІ Біркенау. Наприкінці 1943 року вона була призначена на посаду старшої наглядачки.
Так двадцятирічна дівчина стала другою особою в табірному персоналі після коменданта. Ґрезе не збиралася все життя залишатися наглядачкою. Вона мріяла про післявоєнну кар'єру кінозірки.
В'язні табору, які вижили, у своїх свідченнях відзначали жорстокість Ірми Ґрезе. Серед прізвиськ Ірми були «Білявий диявол», «Ангел смерті», «Прекрасне чудовисько». Для тортур над в'язнями вона використовувала емоційні та фізичні методи, забивала на смерть жінок і насолоджувалася довільним відстрілом ув'язнених. Вона морила голодом своїх собак, щоб потім нацьковувати їх на жертв, і особисто відбирала сотні людей для відправки в газові камери. Ґрезе носила важкі чоботи, при ній завжди, крім пістолета, був плетений батіг.

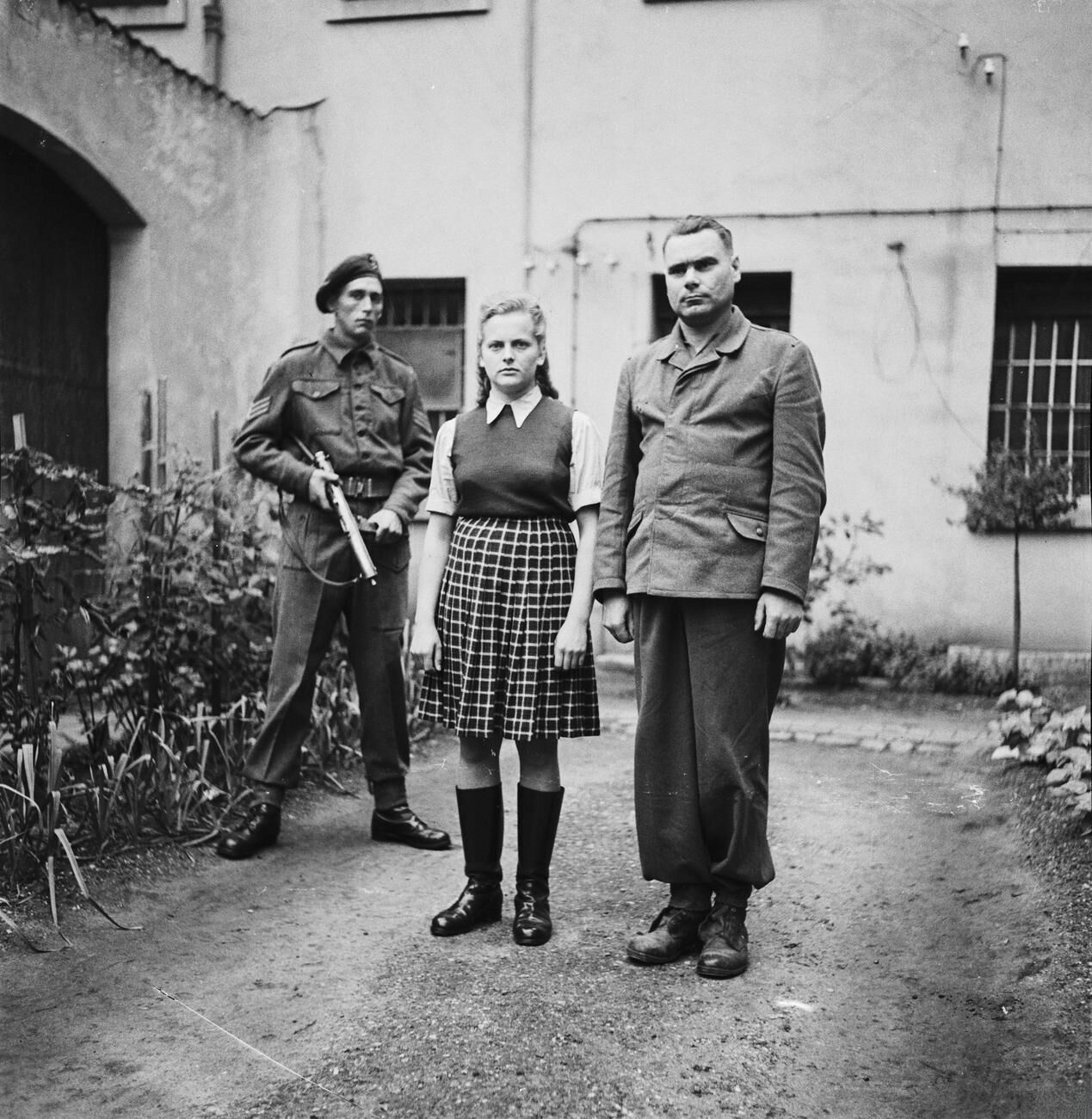
Ірма Ґрезе і Йозеф Крамер в ув'язненні (Целле, серпень 1945)

У західній післявоєнній пресі обговорювалися можливі сексуальні девіації Ірми Ґрезе, її численні зв'язки з есесівцями з охорони, з комендантом Берген-Бельзена Йозефом Крамером і навіть з Йозефом Менгеле.
У березні 1945 року Ґрезе на її прохання була переведена в концтабір Берген-Бельзен. Там же, 17 квітня 1945 року, вона була взята в полон англійцями.
«Бельзенский процес», ініційований британським військовим трибуналом, тривав з 17 вересня по 17 листопада 1945 року. Разом з Ірмою Ґрезе на цьому процесі розглядалися справи інших працівників табору — коменданта Йозефа Крамера, наглядачки Йоганни Борман, медсестри Елізабет Фолькенрат. Ірма Ґрезе була визнана винною і засуджена до повішення.
Вирок був приведений у виконання в Гамельнській в'язниці професійним британським катом Альбертом Пірпойнтом 13 грудня 1945 року.

## Нагороди
- Хрест Воєнних заслуг 2-го класу